# Аколла, Эмиль
Эмиль Аколла (фр. Émile Acollas; 25 июня 1826, Ла-Шатр — 17 октября 1891, Аньер-сюр-Сен) — французский юрист и законовед.
Изучал юриспруденцию в Париже. В 1850—1860 годах преподавал в Бернском университете.
Являлся одним из основателей Лиги мира и свободы. На Женевском конгрессе в 1867 году обнаружил радикальные тенденции, за что был приговорен к годичному тюремному заключению.
В 1871 году во время Парижской коммуны был назначен деканом юридического факультета, но не принял назначения. В 1876 году требовал полной амнистии для коммунаров.
В 1878 году основал журнал «La Science politique».
Именем Аколла названа улица в Париже (фр. Avenue Émile-Acollas), рядом с Марсовым полем.

## Избранная библиография
- Manuel de droit civil. — 3 тт. — 1869.
- Les droits du peuple. — 2 тт. — 1873.
- La science politique, philosophie du droit. — 1877.
- Le mariage, son passé, son présent, son avenir. — 1880.